# همبستگی درون‌دسته

نمودار نقطه‌ای که مجموعه داده‌ای را با همبستگی درون‌دسته‌ای پایین نشان می‌دهد. هیچ تمایلی برای مشابه بودن مقادیر از یک گروه وجود ندارد.

در آمار، همبستگی درون‌دسته‌ای یا ضریب همبستگی درون‌دسته‌ای (به انگلیسی: Intraclass correlation), یک آمار توصیفی است که می‌تواند زمانی که اندازه‌گیری‌های کمی بر روی واحدهایی که در گروه‌های سازمان‌یافته انجام می‌شوند، به کار رود. تشریح می‌کند که واحدهای یک گروه چقدر به یکدیگر شباهت دارند. در حالی که به عنوان یک نوع همبستگی در نظر گرفته می‌شود، برخلاف بسیاری از معیارهای همبستگی دیگر، به جای داده‌های ساختاریافته به عنوان مشاهدات زوجی، بر روی داده‌های ساختاریافته به عنوان گروه عمل می‌کند.